# サブライム (バンド)
サブライム（Sublime）は、アメリカ合衆国のロックバンド。パンクにレゲエ、スカ 、ダブ、ヒップホップなどを取り込んだ独特のサウンドにより1990年代のアメリカで支持されたが、中心人物のブラッド・ノウェルがヘロインの過剰摂取で死亡したことにより解散した。2024年より存命しているメンバーがブラッドの息子であるジェイコブを後任に迎えて活動を再開している。

## 来歴
1988年、カリフォルニア州のロングビーチで結成された。メンバーは、ボーカルおよびギターのブラッドリー・ジェイムス・ノウェル、ベースのエリック・ウィルソン、そしてドラムのバド・ゴウの3人。このトリオ編成は解散まで一貫して不変であった。
地元でのライブを繰り返すことでしだいにカリフォルニア州内での人気を高めた彼らは、1992年にデビュー・アルバム『40オンス・トゥ・フリーダム』をブラッドのレーベル「スカンク・レコード」からリリース。同作に収録された『デート・レイプ』は地元のラジオ局で頻繁に流され、アルバムの人気を後押しした。続く1994年の2作目の実験的なアルバム『ロビン・ザ・フッド』も好評で、バンドはメジャーレーベル、MCAレコードとの契約を勝ち取った。
1996年2月、3作目となるアルバム『サブライム』のレコーディングを開始。アルバムも完成し、リリースを約2か月後に控えた5月のある日、ブラッドがカリフォルニアのモーテルでヘロインのオーバードースを起こし死亡。遺作となったアルバムはプラチナムを超えるセールスを記録し大成功を収めたが、フロントマンを失ったバンドは人気の絶頂で解散を余儀なくされた。同作に収録された「What I Got」はゲーム『Saints Row: The Third』に使用されている。
残されたエリックとバドはロング・ビーチ・ダブ ・オールスターズ、ロング・ビーチ・ショートバスを結成し、その後もいくつかのバンドで音楽活動を続けた。

### 再結成騒動
2009年、エリックとバドがサブライムの再結成を発表。新しいシンガー、ローム・ラミレスを迎えてライブが行われ、サイプレス・ヒル主催のフェスティバルにも出演したが、ブラッドの遺族は「サブライム」の名称で活動することに異議を唱えた。
裁判と話し合いの結果、エリック、バド、ロームの3人は「サブライム・ウィズ・ローム」の名義で活動することになった。その後、サブライム・ウィズ・ロームは2011年にファースト・アルバムの『ユアーズ・トゥルーリー』をリリースするも、バドが「家族との時間を優先したい」という意向のため脱退し、その後任としてジョシュ・フリースが加入。しかしながら、脱退後に受けたインタビューにおいて、バドは
サブライム・ウィズ・ロームでの活動において方向性の相違を感じたことを機に「自分が望んでいる再結成ではない」という考えが強くなったことも脱退の一因であったことを認め、同時にエリックとの共演を望む意向も示していた。
その後もサブライム・ウィズ・ロームは幾度かのメンバーチェンジを経て新曲をリリースするなど活動を続けていたものの、ロームがソロでの活動を志向するようなったことから2024年を以って解散することになった。

### 正式な再結成の実現
2023年12月11日に開催されたバッド・ブレインズのボーカリストであるH・Rへの支援を目的としたチャリティ・コンサートにて、エリックとバドが、ゲスト・ボーカルにブラッドの忘れ形見であるジェイコブを迎えて、サブライムの楽曲を披露した。
この共演がきっかけでファンやメディアの間でサブライムの再結成が噂されたが、翌2024年、ジェイコブを正式メンバーに迎えて「サブライム」として正式に再結成することが発表された。

## ディスコグラフィ

### スタジオ・アルバム
- 『40オンス・トゥ・フリーダム』 - 40oz. to Freedom (1992年)
- 『ロビン・ザ・フッド』 - Robbin' the Hood (1994年)
- 『サブライム』 - Sublime (1996年)

### ライブ・アルバム
- 『スタンド・バイ・ユア・ヴァン』 - Stand by Your Van (1998年)
- 3 Ring Circus – Live at the Palace (2013年)
- 『5ダラーズ・アット・ザ・ドア: ライブ・アット・トレッセル・ターヴァン・1994』 - $5 at the Door: Live at Tressel Tavern, 1994 (2023年)

### コンピレーション・アルバム
- Jah Won't Pay the Bills (1991年)
- 『セカンド・ハンド・スモーク』 - Second Hand Smoke (1997年)
- 『サブライム・アコースティック～ブラッドリー・ノウェル・アンド・フレンズ』 - Sublime Acoustic: Bradley Nowell & Friends (1998年)
- 『グレイテスト・ヒッツ』 - Greatest Hits (1999年)
- 20th Century Masters – The Millennium Collection: The Best of Sublime (2002年)
- Gold (2005年)
- Everything Under the Sun (2006年) ※ボックスセット
- Playlist Your Way (2008年)
- Icon (2011年)
- Sublime Meets Scientist & Mad Professor Inna L.B.C. (2021年)